# Haus ohne Hüter

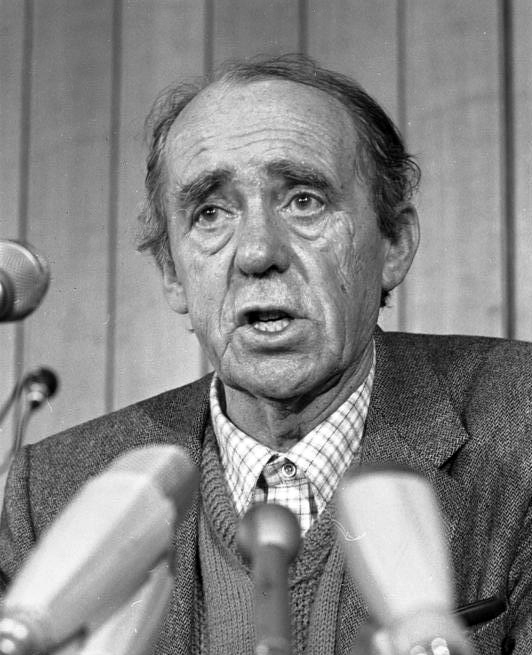
Heinrich Böll, 1981

Haus ohne Hüter ist ein Roman des deutschen Schriftstellers und Nobelpreisträgers Heinrich Böll, der 1954 bei Kiepenheuer & Witsch erschien.
Er beschreibt die Situation zweier Nachkriegsfamilien, die auf unterschiedliche Weisen versuchen, den Verlust der im Krieg gefallenen Väter zu kompensieren.

## Handlung
Der Roman spielt zu Anfang der 1950er Jahre in einer Stadt am Rhein. Die Handlung wird aus der Sicht der fünf Hauptfiguren – die Mütter der Familien Bach und Brielach sowie deren Söhne Martin und Heinrich, ferner der mit Familie Bach befreundete Albert Muchow – erzählt. Die Väter sind im Zweiten Weltkrieg gefallen, die Mütter suchen ebenso wie ihre Kinder Orientierung. Opportunisten wie Exleutnant Gäseler, der Raimund Bachs Tod mittelbar zu verantworten hat, versuchen im Kulturbetrieb unterzuschlüpfen. Von der Gesellschaft werden die Gräueltaten des Nationalsozialismus oft heruntergespielt; die verwitweten Frauen erfahren nur wenig Rückhalt.
Nella, die schöne Witwe des Dichters Raimund Bach (kurz Rai genannt), lebt als Erbin einer Marmeladenfabrik in finanziell gesicherten Verhältnissen. Sie bewohnt zusammen mit ihrem Sohn Martin, ihrer Mutter, deren alter Freundin Bolda, dem Freund ihres gefallenen Mannes Albert Muchow und dem ehemaligen Lagerinsassen Glumbich Cholokusteban ein geräumiges Haus. Auch nach über zehn Jahren kann sie den Tod ihres Mannes nicht akzeptieren; sie weigert sich, Briefe zu lesen oder Onkel Albert, der für Martin die Stellung eines Ersatzvaters einnimmt, zu heiraten, und verliert sich in Tagträumen, wie das Leben mit Raimund, Martin und weiteren Kindern hätte werden können.
Martin wächst als Schlüsselkind auf, da seine Mutter ein unstetes Leben führt. Vor der Großmutter, die ihm nicht nur ein großbürgerliches Leben, sondern vor allem einen Hass auf den „Mörder“ seines Vaters einzuimpfen versucht, fürchtet er sich. Er versucht, ihr nach Möglichkeit auszuweichen. Halt bieten ihm vor allem Albert Muchow, der als Witzzeichner für Zeitschriften arbeitet, und dessen Familie in dem Ausflugsort Bietenhahn lebt. „Onkel Albert“, wie er sowohl von Martin als auch von dessen Freund Heinrich Brielach genannt wird, verkörpert für die Kinder eine Art moralische Instanz. Speziell für die beiden pubertären Jungen spielt die Frage nach der Moral eine wichtige Rolle.
Insbesondere für Heinrich Brielach ist diese Onkelfigur sehr wichtig, kennt er doch „Onkel“ sonst eher aus anderen Zusammenhängen. Sohn eines Automechanikers, kam er erst nach dem Kriegstod des Vaters im Bombenhagel zur Welt. Seine Mutter, die anders als Nella weder auf ein ererbtes Vermögen zurückgreifen kann – ihr alter Vater lebt in ärmlichen Verhältnissen in Ostdeutschland – noch einen Beruf erlernt hat, muss sich alleine durchschlagen und hat schon mit zahlreichen unterschiedlichen Lebenspartnern gelebt. Der schlimmste von allen ist nach Ansicht der Jungen Leo, ein Straßenbahnschaffner, von dem sie die kleine Tochter Wilma hat. Leo ist ebenso geizig wie gewalttätig, und Heinrich sieht es als seine Aufgabe an, seine kleine Schwester vor ihrem Vater zu beschützen. Wie Nella Bach ist auch Frau Brielach eine schöne Frau, aber anders als diese muss sie ihre Schönheit einsetzen, um finanziell überleben zu können, und anders als bei Nella ist diese Schönheit auch durch die miserablen Lebensumstände akut gefährdet: Frau Brielach leidet unter Parodontose und damit unter der Angst, bald keine Verehrer mehr finden zu können und von Leo verlassen zu werden. Heinrich, der die Finanzen der Familie verwaltet, steht daher auch vor der Aufgabe, die anstehende Zahnarztrechnung bezahlen zu können.
Frau Brielach selbst sieht die Lösung dieses Problems in einem neuen Partnerwechsel: Sie geht schließlich auf die Bitten des Bäckers, für den sie arbeitet, ein und beschließt, mit ihren Kindern zu ihm zu ziehen. Albert Muchow, der zufällig Zeuge des Umzugs wird und dem die aufgelöste Frau weinend um den Hals fällt, löst in Heinrich Brielach für einen kurzen Moment die Hoffnung aus, dass die Situation der Familie sich auch einmal wirklich ändern könnte. Denn der Bäcker stellt nur eine weitere Figur in der langen Reihe von „Onkeln“ dar, auf die man sich nicht dauerhaft verlassen kann und zu denen hauptsächlich aus finanziellen Gründen eine Beziehung besteht. Albert dagegen ist anders.
Muchow nimmt Heinrich und Wilma ebenso wie Martin mit nach Bietenhahn. Martin, der unter den unberechenbaren und gefühlsbelasteten Verhältnissen im Haus seiner Mutter leidet, soll überhaupt in Bietenhahn bleiben. Dort trifft wenig später auch Nella ein, die kurz zuvor mit Gäseler, dem ehemaligen Vorgesetzten ihres Mannes, zusammengetroffen ist. Gäseler hat Raimund in Russland auf einen Patrouillengang geschickt, von dem dieser nicht lebend zurückgekehrt ist. Genau wie Martin ist Nella jahrelang von ihrer Mutter konditioniert worden, diesen Mann zu hassen, und hat sich zunächst vorgenommen, ihn ins Verderben zu stürzen, nachdem er endlich aufgetaucht ist. Doch als er ihr leibhaftig gegenübersteht, kann sie die lang gehegten Rachepläne nicht durchführen. Auch ihre Mutter, die von dem Zusammentreffen erfährt, kann gegen Gäseler, der nun im Kulturbetrieb etabliert ist und über Raimunds Lyrik schreiben will, nichts ausrichten. Gäseler selbst ist offenbar überhaupt nicht bewusst, dass er dem Dichter in Russland begegnet ist, und er ist eifrig damit beschäftigt, seine Karriere aufzubauen und das Vergangene zu vergessen, wie es für das Nachkriegsdeutschland dieser Zeit typisch ist.

## Stellung des Romans in Bölls Werk
Ein immer wiederkehrendes Thema in den Werken Heinrich Bölls ist die Wiederherstellung der Normalität nach dem Krieg, die bürgerliche Restauration der alten Bundesrepublik im Geist des rheinischen Katholizismus kleinbürgerlicher Prägung. Die Personen werden scharf, zum Teil klischeehaft, unterschieden: Jene, die die verbrecherische nationalsozialistische Vergangenheit ohne weiteres verdrängen und sich skrupellos ihrer wirtschaftlichen Karriere widmen (Wirtschaftswunder), stehen im Gegensatz zu den anderen, die sich nicht mit dem nahtlosen Übergang in die neue Ordnung abfinden können.
Die Jungen Heinrich und Martin mit ihren durch den Krieg verwitweten Müttern stehen stellvertretend für die Nachkriegsgeneration, deren Leben gekennzeichnet ist durch das Fehlen der Ehemänner und Väter und durch die Auflösung tradierter Normen. Den Wiederaufbau nach dem verheerenden Krieg erlebt die „vaterlose Gesellschaft“ (Mitscherlich) ohne den Rückhalt einer Familie, ohne Einbindung in ein Wertesystem. Die Menschen erleben auch, wie ehemalige Parteigänger der Nationalsozialisten durch skrupellosen Opportunismus wenige Jahre nach Kriegsende erneut Karriere machen. Die Erfahrung der Ohnmacht des Einzelnen angesichts dieser gesellschaftlichen Umstände prägt Bölls Gesamtwerk und auch dieses Buch tief.
Wie in den Romanen Und sagte kein einziges Wort (1953) und Billard um halb zehn (1959) verwendete Heinrich Böll hier eine polyperspektivische Erzähltechnik. Dabei sollte Haus ohne Hüter sein vorletzter Roman mit dieser Technik sein. Obwohl die ersten Entwürfe und Bearbeitungsstände von Ansichten eines Clowns etwas anderes andeuteten, bedeutete dieses die endgültige Abkehr von dem einstigen Erfolgskonzept.

## Hintergrund
Der Verleger Joseph Caspar Witsch wartete nach dem überzeugenden Erfolg von Und sagte kein einziges Wort (1953) „voll brennender Neugierde“ auf das nächste Buch Bölls und äußerte ihm gegenüber die seiner Meinung nach zu erwartenden Perspektivwechsel: „Der Krieg ist jetzt abgetan – ich meine das ganz positiv –, die zeitbedingte Nachkriegsproblematik ist abgetan; jetzt muss sich erweisen, wie weit der Horizont geht“. Da Böll nun ein erfolgreicher Autor im Mittelpunkt des öffentlichen Interesses war, versuchte Witsch als Verleger, verstärkt Einfluss auf die Ausgestaltung des Buches zu nehmen. Dementsprechend gut war er über den jeweiligen Bearbeitungsstand des Buches informiert und verfolgte mit Böll diskutierend den Produktionsprozess. Mit dem Ergebnis war Witsch schließlich zufrieden.

## Rezension
Trotz der anfänglich guten Kritik, durch die das in 10.000 Exemplaren gestartete Buch in rascher Folge gar zum Buch des Monats gekürt wurde, stieß Haus ohne Hüter beim Publikum aufgrund des erneut dem Zweiten Weltkrieg indirekt verbundenen Themas und der Darstellungsweise auf Ablehnung. Somit verzichtete die Deutsche Buchgesellschaft nach dem Studium des Umbruchsexemplars mit Hinblick auf die bisherigen Verkaufszahlen wegen der deprimierenden Atmosphäre und „Tendenz einer völligen Hoffnungslosigkeit entgegen ihren ursprünglichen Plänen auf die Aufnahme dieses Bölls in ihre Auswahlreihe“.
Auch Karl Korn, Mitbegründer der Frankfurter Allgemeinen Zeitung, der das Werk ursprünglich als Vorabdruck in seiner Zeitung erwünscht sah, nahm davon Abstand, da er es mehr als „literarisches Experiment“ denn als Roman empfand. Gleichwohl hatte Korn es selbst zur Frankfurter Buchmesse in der FAZ wohlwollend rezensiert.
Friedrich Sieburg bescheinigte Böll, dass er mit Haus ohne Hüter als Erzähler gewachsen sei, Paul Hühnerfeld lobte es ebenfalls in Die Zeit. Johann Christian Hampe reihte sich ebenso in diesen Reigen ein wie Hans Schwab-Felisch. Selbst der Rheinische Merkur nahm das Erscheinen diesmal positiv zur Kenntnis – und zeitlich sogar vor den anderen großen Zeitungen.
Da Witsch erkannt hatte, wie wichtig eine zeitnahe positive Besprechung von derartigen Werken war, nahm er erstmals und laut eigenem Bekunden ausnahmsweise persönlich Einfluss auf die Vergabe der Besprechungsexemplare an Böll wohlgesinnte Rezensenten. Selbst wenn man bereits im Herbst 1954 verkünden konnte, dass die Übersetzungsrechte an vier Verlage des Auslands (Allert de Lange in Amsterdam, Mondadori in Mailand, Éditions du Seuil in Paris, sowie Norstedt & Söners in Stockholm) verkauft worden seien, war man sich in Köln des verlegerischen Risikos bewusst. 1956 stand man dem Wunsch des Ostberliner Verlags Volk und Welt nach Veröffentlichungsrechten unvoreingenommen gegenüber. In diesem Jahr war bereits der Kurzroman Wo warst du, Adam? als erstes Werk Bölls im Osten bei Rütten und Loening erschienen; erst im darauffolgenden Jahr wurde Haus ohne Hüter im Union Verlag Berlin veröffentlicht. In den kommenden Jahren entwickelte sich keiner der DDR-Verlage zu einem regelrechten Hausverlag Bölls.

## Rezeption
Die deutschsprachige Literaturgeschichte ordnete Haus ohne Hüter in den systemkritischen Gesamtkontext seines Werkes ein: „Wenn Böll (..) in seinen Kurzgeschichten so oft von Kindern und von jungen Soldaten erzählt, wenn er die Ehekrisen der Nachkriegszeit (Und sagte kein einziges Wort, 1953) oder das übersehene Witwenelend (Haus ohne Hüter, 1954) zum Thema seiner Romane wählte, dann darum, weil er auch der neuen Organisationstüchigkeit des Wiederaufbaus mißtraute und die moralischen Schattenseiten und nazistischen Restbestände hinter den restaurierten Fassaden des Wirtschaftswunders nicht übersehen wollte (Billard um halb zehn, 1959)“.
In der Pädagogik stellte man zum Thema „Pädagogik nach dem Zweiten Weltkrieg“ zwei längere Zitate an den Anfang des entsprechenden Abschnitts. Zum einen den Beginn von Haus ohne Hüter, zum anderen als Vergleich aus der Deutschen Demokratischen Republik Christa Wolfs Der geteilte Himmel von 1963. Als Impulsaufgabe wird dann folgendes angeregt: „Beschreiben Sie das Leben des Jungen. Was ist daran besonders? Wie ist sein Verhältnis zur Mutter und wie das zu dem im Krieg verstorbenen Vater? Sehen Sie auch eine aktuelle Bedeutung dieser Thematik für die Gegenwart?“
In diesem Kontext wird direkt auf den entsprechenden Passus in Kindlers Neuem Literaturlexikon verwiesen, dass die Perspektive aller fünf Hauptfiguren von dem Bewusstsein bestimmt seien, dass die Männer der jeweiligen Familien im Zweiten Weltkrieg gefallen sind, wodurch die Ehefrauen ohne Ehemann leben und die Kinder ohne Väter aufwachsen müssen. Hier werden die Konflikte als Resultat einer für „die Nachkriegszeit typischen Situation“ beschrieben.
Der slowenische Literaturhistoriker Viktor Žmegač sah in seiner zweibändigen deutschen Literaturgeschichte „Haus ohne Hüter“ als den einzigen Roman Heinrich Bölls an, der eine utopische Gegenwelt skizziere und auch das einzige Gegenbeispiel zu einer literarischen Produktion liefere, „die von einer Reihe überraschend unhistorischer Fakten bestimmt wird“. Nach der Auffassung Hanjo Kestings zeigt Böll in dem Buch „die Misere des Individuums, seine materiellen und seelischen Notlagen, die Verwirrung der moralischen Kriterien. Doch tritt er nicht als Urteilender oder als Richter auf, weit eher als Mitbetroffener“, was ihm die Sympathien seiner Leser eingebracht habe.
Relativ positiv, aber dennoch stark verkürzt fielen andere Rückblicke im Zuge der Geschlechterforschung mit Hinblick auf das Thema Vaterschaft aus, die Bölls Werk als sehr erfolgreichen Roman bezeichneten, das Werk aber in erster Linie moralisch interpretierten: Der Autor habe den Kriegerwitwen aus der Perspektive zweier Jungen heraus ihre unmoralische Lebensweise vorgehalten und somit für eine Heirat plädiert. Ganz anders empfand es Edgar Wolfrum, der das Werk mehr als die Beschreibung einer „heillose[n] Welt vernachlässigter Kinder [empfand], die zum Opfer des Lebensstils der Erwachsenen wurden“. Auch hier sah er eine Verdeutlichung der „Schattenzonen der Gesellschaft“, die bis in die Großstädte reicht. Heinz Ludwig Arnold kritisierte in Verkennung der polyperspektivischen Erzähltechnik, dass auch dieses Werk Bölls vor seiner Schaffensphase vor 1970 vor allen Dingen männliche Hauptfiguren habe.
Das Werk dient auch Lehrbüchern der Grammatik als Zitatenschatz, wenn es etwa zur Verdeutlichung der Modalverben benutzt wird. „Bei Verben, mit denen Gedanken und Einstellungen ausgedrückt werden, kann die modale Relation bei sein zu offenbar abhängig vom eher „positiven“ oder eher „negativen“ Charakter des Gedankens oder der Einstellung gedeutet werden und kann somit auch zwischen den interpretierenden Personen variieren“: „Er war zu froh, als das Licht wieder ausging, denn es war zu befürchten, daß die Großmutter (...) herausstürzen würde“.
In der Germanistik rezipierte man Heinrich Böll ohnehin häufig, aber neben seinen grundsätzlichen gesellschaftskritischen Aussagen vor allen Dingen aufgrund treffender und in den allgemeinen Sprachschatz eingehender Bonmots, die die Verdrängung der deutschen Bevölkerung verdeutlichten, selbst wenn es – wie in diesem Falle – eigentlich um Werke Walter Kolbenhoffs (Von unserem Fleisch und Blut 1947), Manfred Gregors (Die Brücke, 1958) und Heinz Küppers (Simplicius 1945, 1963) ging wie zum Beispiel folgendes Zitat aus Haus ohne Hüter: „Den Krieg vergessen, aber die Vornamen der Generäle behalten“.
Aus der Perspektive der Geschichtswissenschaften gehörte auch dieses Werk zu jenen Bölls und denen anderer bedeutender Autoren, wie Martin Walsers Ehen in Philippsburg (1959), Günter Grass’ Die Blechtrommel (1959) und Uwe Johnsons Mutmaßungen über Jakob der Gruppe 47, die die Grundlagen dafür generierten, dass die westdeutsche Literatur den „Durchbruch zur internationalen Resonanz“ meisterte. Der Titel scheint sogar als Synonym für die Familienstruktur der frühen Nachkriegsjahre gebraucht zu werden. Englischsprachigen Studierenden wurde das Werk gar als fiktionaler Zugang empfohlen, der lebendig die Alltagsherausforderungen der deutschen Nachkriegszeit schildere.
Auch im Bereich der Innenarchitektur wurde Haus ohne Hüter rückblickend als literarisches Zeugnis und Beleg dafür gesehen, dass die Kernzelle der Familie durch den Zweiten Weltkrieg in Mitleidenschaft gezogen wurde, was seinerseits zu veränderten Rahmenbedingungen für die Wohnkultur geführt habe. Somit sei die Grundproblematik dieses „Zivilisationsbruchs“ von „Haus ohne Hüter“ eines der großen Themen des deutschen Nachkriegsromans gewesen.
Unerwartet erfreute sich Haus ohne Hüter wie auch weitere Werke Bölls in der Volksrepublik China nach der Kulturrevolution vor allen Dingen beim weiblichen Publikum einer besonderen Beliebtheit. Das Deprimierende der Nachkriegszeit wie beispielsweise „die miserable Stimmung im Haus ohne Hüter und die Trauer und die Apathie der Witwe“, die desillusionierten, heimkehrenden Soldaten und die vielfältigen Folgen des Krieges konnten die chinesischen Leser nachvollziehen, und es konnte ein Denkanstoß sein, zumal viele von ihnen während der Kulturrevolution ähnlich gelitten hatten. In Finnland zählte das Buch neben Heimito von Doderers Dämonen von 1956 zu den vom Publikum gefragten moderneren deutschen Werken, während die Titel Bertolt Brechts so gut wie nie gefragt waren. Im ostdeutschen Rundfunkprogramm wurde das Buch, ebenso wie Irisches Tagebuch bereits 1957 als Hörfassung vorgetragen. In der spanischen Welt ist das Werk ebenfalls fest im literarischen Kanon verankert. Ähnliches gilt für Frankreich wie für Italien.
In der Literatur selbst sah man deutliche Parallelen zu Wolfgang Koeppens Roman Tauben im Gras. Allerdings erschien dieser bereits drei Jahre vor Haus ohne Hüter.

## Adaption

### Film
- TV-Verfilmung: Haus ohne Hüter. Bundesrepublik Deutschland, 1975,[47] Regie: Rainer Wolffhardt, adaptiertes Drehbuch: Daniel Christoff, Darsteller: Johannes Wolffhardt (Martin), Werner Lier (Heinrich), Renate Schroeter (Nella), Gunther Malzacher (Albert), Karin Baal (Witwe Bierlach), Traugott Buhre (Leo), Günter Lamprecht (Bäcker), Lina Carstens (Großmutter).[48][49]

### Ausgaben
- Erstausgabe: Haus ohne Hüter. Roman. Kiepenheuer & Witsch, Köln/Berlin 1954, DNB 450533190.
- Heinrich Böll: Haus ohne Hüter. Roman. dtv, München 1981 u. ö.
- Die erste kommentierte Ausgabe des Romans erschien 2009 in Bd. 8 der Kölner Böll-Ausgabe.

### Hörbuch, Lesung durch den Autor
- Heinrich Böll: Haus ohne Hüter. Dhv der Hörverlag, 2003, ISBN 3-89940-069-0.

### Rezensionen
- Helmut M. Braem: Vaterlose Kindheit. Der neue Roman von Heinrich Böll. In: Stuttgarter Zeitung. 23. Oktober 1954.
- Fred Hepp: Wenn der Vater fehlt, kommen die Onkels. In: Süddeutsche Zeitung. 26. September 1954.
- Paul Hühnerfeld: Wir sind nicht verloren. Bemerkungen zu deutschen Romanen von Böll, Bender und Stahl. In: Die Zeit. 9. Jg., Nr. 38, 23. September 1954, S. 8.
- Karl Korn: Bitteres Frühlingserwachen 1954. In: Frankfurter Allgemeine Zeitung. 25. September 1954.
- Friedrich Sieburg: Leidensfähigkeit. In: Die Gegenwart. (Frankfurt am Main.). 9. Jg., H. 20, 25. September 1954, S. 623.

### Forschungsliteratur
- Bernd Balzer: Haus ohne Hüter. In: Werner Bellmann (Hrsg.): Heinrich Böll. Romane und Erzählungen. Interpretationen. Reclam, Stuttgart 2000, ISBN 3-15-017514-3, S. 119–136.
- Hans Joachim Bernhard: Die Romane Heinrich Bölls. Gesellschaftskritik und Gemeinschaftsutopie. 2., durchges. u. erw. Auflage. Rütten & Loening, Berlin 1973, S. 144–181.
- Frank Finlay (Hrsg.): On the rationality of poetry. Heinrich Böll's aesthetic thinking. Rodopi, Amsterdam u. a. 1996.
- Lawrence F. Glatz: Heinrich Böll als Moralist. Die Funktion von Verbrechen und Gewalt in seinen Prosawerken. Peter Lang Verlag, Bern u. a. 1999.
- Eberhard Lehnardt: Urchristentum und Wohlstandsgesellschaft. Das Romanwerk Heinrich Bölls von „Haus ohne Hüter“ bis „Gruppenbild mit Dame“. Peter Lang Verlag, Bern u. a. 1984.
- Heinrich Moling: Heinrich Böll – eine „christliche“ Position? Juris Verlag, Zürich 1974.
- Werner Sulzgruber: Heinrich Böll. „Haus ohne Hüter“. Analysen zur „Sprachfindung“, zu den Kritikmustern und Problemkonstellationen im Roman. Edition Praesens, Wien 1997.